# بالويندر سينغ تشيما
بالويندر سينغ تشيما (بالإنجليزية: Palwinder Singh Cheema) (من مواليد 11 نوفمبر 1982 في باتيالا، بنجاب) هي مصارع حر هندي هاوي سابق.